# Église Notre-Dame-du-Perpétuel-Secours de Puteaux
L’église Notre-Dame-du-Perpétuel-Secours est une église du diocèse de Nanterre située avenue du Général-de-Gaulle, à Puteaux.

## Description
C'est un bâtiment rectangulaire, de briques et de béton, sans clocher.
Devant l'édifice se trouve une sorte de colonne cannelée en béton, qui pourrait servir de support pour la construction d'un campanile ou d'une croix monumentale.

## Histoire
L'église a été reconstruite et accompagnée d'un centre paroissial en 1983.